# Werner Burmeister
Werner Burmeister (* 26. Juni 1895 in Schwerin; † 30. November 1945 in Hamburg) war ein deutscher Kunsthistoriker, der eine Zeit lang das Kunstgeschichtliche Seminar an der Universität Hamburg leitete.

## Leben
Werner Burmeister wurde als Sohn des Kaufmanns Heinrich Burmeister und dessen Frau Sophie, geb. Karstadt (* 1859 in Grevesmühlen), einer Schwester und anfangs Miteigentümerin des Karstadt Kaufhauses, geboren. Er absolvierte das Gymnasium Fridericianum Schwerin, erlitt im Ersten Weltkrieg schwere Gesichtsverletzungen, besuchte verschiedene Universitäten und wurde schließlich 1923 über Wandmalerei in Mecklenburg an der Universität Rostock bei Max Hauttmann (1888–1926) zum Dr. phil. promoviert. Er wechselte zur Universität Hamburg, wo er sich 1931 mit dem Thema „Die norddeutsche mittelalterliche Backsteinkunst und ihre Beziehungen zu Westeuropa“ habilitierte.
Burmeister war seit 1933 Mitglied der SA, er beantragte am 31. Mai 1937 die Aufnahme in die NSDAP und wurde rückwirkend zum 1. Mai desselben Jahres aufgenommen (Mitgliedsnummer 4.491.084). Am 11. November 1933 gehörte er zu den Aufrufern für das Bekenntnis der Professoren an den deutschen Universitäten und Hochschulen zu Adolf Hitler und dem nationalsozialistischen Staat. Nach der „Machtergreifung“ der Nationalsozialisten übernahm er eine Zeit lang als Privatdozent die Leitung des Kunsthistorischen Seminars der Hamburger Universität, das unter Erwin Panofsky und Aby Warburg über Deutschland hinaus bekannt geworden war und wesentlich zur Begründung der Ikonologie beigetragen hatte. Als Leiter des Seminars, das er strikt nationalsozialistisch ausrichten wollte, geriet Burmeister in scharfen Gegensatz zu Ludwig Heinrich Heydenreich, der versuchte, die ikonologische Tradition fortzuführen.
Burmeister, der sich hauptsächlich auf norddeutsche Kunst und Backsteingotik spezialisiert hatte, hielt von 1933 bis einschließlich 1940 Vorlesungen über u. a. romanische Baukunst, Backsteingotik, Spätgotik, Albrecht Dürer, Peter Paul Rubens, niederdeutsche Volkskunst, Malerei der Romantik, Malerei des Impressionismus und Niederländische Malerei.
1940 wurde er zum Dienst in der Wehrmacht eingezogen, wo er als Hauptmann diente. Sein Nachfolger als Leiter des Kunsthistorischen Seminars war kurzzeitig Hubert Schrade, der 1941 an die Reichsuniversität Straßburg berufen wurde. Burmeister erhielt eine Professur in Königsberg (Preußen), die er nicht wahrnehmen konnte.
Burmeister starb 1945. Über die näheren Umstände ist nichts bekannt.
In Wismar wurde er 2003 mit einer Ehrentafel für seine Erforschung der Backsteingotik geehrt.

## Schriften (Auswahl)
- Die Wandmalerei in Mecklenburg bis 1400. (Dissertation). Veröffentlicht von: Verein für mecklenburgische Geschichte und Altertumskunde e. V., Schwerin, 1925.
- Mecklenburg (Deutsche Lande – Deutsche Kunst), aufgenommen von der Staatlichen Bildstelle, beschrieben von Werner Burmeister, 64 S. Text, 135 Bilder, Deutscher Kunstverlag, Berlin, 1926.
- Wismar (Deutsche Lande – Deutsche Kunst). Aufnahmen Staatliche Bildstelle. 36 S. Text, 47 Bilder, 1926.
- Dom und Neumünster zu Würzburg., August Hopfner Verlag, Magdeburg, 1928.
- Norddeutsche Backsteindome., Deutscher Kunstverlag, Berlin, 1930.
- Die westfälischen Dome Paderborn, Soest, Osnabrück, Minden und Münster. Aufnahmen von Walter Hege. 68 S. Text, 80 Bilder, Deutscher Kunstverlag, Berlin, 1936.